# مک‌لورین ۱۳۲۱۳
سیارک ۱۳۲۱۳ (به انگلیسی: 13213 Maclaurin، نامگذاری:1997JB15)۱۳۲۱۳مین سیارک کشف شده‌است که در ۰۳ مه ۱۹۹۷ کشف شد.